# Stary Lipowiec
Stary Lipowiec (prononciation : [ˈstarɨ liˈpɔvjɛt͡s]) est un village polonais de la gmina de Księżpol dans le powiat de Biłgoraj de la voïvodie de Lublin dans l'est de la Pologne.
Il se situe à environ 8 kilomètres au nord-est de Księżpol (siège de la gmina), 13 kilomètres au sud-est de Biłgoraj (siège du powiat) et 91 kilomètres au sud de Lublin (capitale de la voïvodie).
Le village comptait approximativement une population de 200 habitants en 2008.

## Histoire
De 1975 à 1998, le village est attaché administrativement à la voïvodie de Zamość.

Depuis 1999, il fait partie de la voïvodie de Lublin.